# Wang Yi (voleibolista)
Wang Yi (em chinês:  王 怡; 25 de maio de 1973) é uma ex-jogadora de voleibol da China que competiu nos Jogos Olímpicos de 1992 e 1996.
Em 1992, ela participou de dois jogos e finalizou na sétima colocação com o conjunto chinês no campeonato olímpico. Quatro anos depois, ela fez parte da equipe chinesa que conquistou a medalha de prata no torneio olímpico de 1996, no qual atuou em oito partidas.